# Шафт (фильм, 1971)
«Шафт» (англ. Shaft) — американский криминальный боевик Гордона Паркса 1971 года с Ричардом Раундтри в главной роли. Сценарий фильма основан на одноимённом романе Эрнеста Тайдимена. Фильм оказал влияние на становление в кино этнического поджанра блэксплотейшн. Получил премию «Оскар» за «Лучшую песню к фильму».

## Сюжет
Январь 1971 года, Нью-Йорк. К частному детективу Джону Шафту обращается глава гарлемской мафии Бампи. Он сообщает, что кто-то похитил его дочь Марси и просит помощи в её поисках. Бампи советует Шафту начать поиски с Бена Бьюфорда, лидера одной из гарлемских банд. Шафт и Бен знакомы с детства, но постепенно их пути разошлись. Шафт находит Бена и ввязывается в перестрелку с некими неизвестными людьми. Люди Бена погибают в этой перестрелке.
Лейтенант Вик Андроцци рассказывает Шафту, что в городе назревает война между гарлемской мафией и итальянской. Он сетует, что общественность не понимает, что это просто гангстерские разборки. Люди воспринимают происходящее как конфликт между чернокожими и белыми. Лейтенант опасается, что происходящее может перерасти в расовую войну. Шафт и Бен наведываются к Бампи. Шафт упрекает его в том, что он ничего не рассказал про свой конфликт с итальянцами. Бампи же настойчиво просит всё же вызволить его дочь из рук мафии и увеличивает гонорар. Шафт и Бен объединяются ради этого дела.
Шафт арестовывает итальянцев, следящих за его квартирой, а в участке сообщает им, что работает на Бампи и хотел бы убедиться, что с дочерью того всё в порядке. Вместе с одним из гангстеров он отправляется на конспиративную квартиру, посмотреть на Марси. Его прикрывает Бен и его люди. На месте завязывается перестрелка. Шафт получает ранение в плечо, а девушку мафия перепрятывает в другом месте в гостинице.
Шафт и Бен со своими людьми разрабатывают план похищения Марси из гостиничного номера. Часть их команды переодевается гостиничными работниками, а сам Шафт проникает в номер через окно. Завязывается потасовка, в результате которой девушку удаётся освободить. Шафт звонит лейтенанту Вику Андроцци из телефона-автомата и сообщает, что дело закрыто.

## В ролях
- Ричард Раундтри — Джон Шафт
- Моузес Ганн — «Бампи» Джонас
- Чарльз Чоффи — лейтенант Вик Андроцци
- Кристофер Сент-Джон — Бен Бьюфорд
- Гвенн Митчелл — Элли Мур
- Лоуренс Прессман — Том Хэннон
- Виктор Арнольд — Чарли
- Шерри Брюэр — Марси Джонас
- Рекс Роббинс — Ролли
- Камилль Ярбро — Дина Грин
- Маргарет Варнке — Линда
- Джозеф Леон — Байрон Лейбовиц
- Арнольд Джонсон — Куль

## Производство
Режиссёром фильма был назначен Гордон Паркс, который был известен как первый чернокожий режиссёр, снявший крупный студийный фильм. Это было «Дерево науки», вышедшее в 1969 году. Фильм «Шафт» был основан на одноимённой книге писателя Эрнеста Тайдимена. Хотя в книге Шафт был чернокожим, в первоначальной версии сценария планировалось, что в экранизации главную роль будет играть белый актёр. Режиссёр же выбрал на главную роль Ричарда Раундтри, для которого эта роль стала дебютом в большом кино.

## Саундтрек
Музыкант Айзек Хейз приходил пробоваться на главную роль, не зная, что уже выбран Ричард Раундтри. Хейза попросили написать музыкальное сопровождение для фильма, что он и сделал. Саундтрек состоит в основном из инструментальных композиций в стилях фанк и соул. В альбомном чарте Billboard 200 альбом с саундтреком достиг первой позиции. За композицию «Theme from Shaft» Айзек Хейз получил премию «Оскар» за «Лучшую песню к фильму». Таким образом, став первым афроамериканским композитором, получившим «Оскар». Айзек за свою работу также получил «Золотой глобус» за «Лучшую музыку к фильму» и три «Грэмми» («Лучшая аранжировка», «Лучший саундтрек» и «Лучшее сведение неклассического альбома»).

## Рецензии
Фильм собрал в прокате $13 млн при бюджете в $500 тыс. Это помогло студии MGM, которая в тот момент находилась на грани банкротства. Критики в целом положительно отзывались о фильме. На Rotten Tomatoes рейтинг «свежести» фильма составляет 88 % на основе 49 отзывов. Роджер Эберт поставил фильму 2,5 звезды из 4. По его мнению, фильм дал нам первого по-настоящему убедительного чёрного частного детектива.
Вскоре после выхода фильма в The New York Times вышла статья «Чёрный фильм для белой аудитории?», резко критиковавшая фильм. В статье отмечалось, что это модный фильм о чернокожих, который не имеет никакого отношения к тому, что на самом деле представляет собой жизнь чернокожих, а подобные фильмы только «создают у белых людей удобный образ чернокожих как неконкурентоспособных». Режиссёру пришлось публиковать в газете ответную статью. Критиками отмечалось, что фильм почти ничего не говорит о жизни чернокожих; он лишь берёт традиционного героя, который борется с преступностью, окрашивает его в чёрный цвет и помещает в мир, населённый большим количеством чернокожих. Отмечалось, что в сравнении с «Песней мерзавца», которая вышла двумя месяцами ранее, фильм выглядит скучным в политическом плане.

## Значение
Зрители увидели боевик от крупной студии с уверенным в себе чернокожим главным героем. Это было не похоже на то, как ранее в фильмах изображали чернокожих. Этот фильм, а также вышедший двумя месяцами ранее фильм «Свит Свитбэк: Песня мерзавца», сформировали запрос на такие фильмы. Появилось множество подражателей, сформировавших целый поджанр подобного рода фильмов, который оставался востребованным на протяжении всех 1970-х годов.

## Продолжения
В 1972 году вышло продолжение под названием «Большая удача Шафта». В 1973 году вышел третий фильм «Шафт в Африке». В 1973—1974 годах на CBS вышла ещё серия из семи телефильмов о детективе Джоне Шафте. Во всех этих проектах Шафта сыграл Ричард Раундтри. Эрнест Тайдимен, написавший оригинальную книгу о Шафте, в течение первой половины 1970-х годов выпустил ещё шесть книг об этом детективе. В 2000 году вышел перезапуск и продолжение под названием «Шафт» с Сэмюэлом Л. Джексоном в роли нового детектива Шафта. Раундтри появился в фильме в качестве дяди главного героя. В 2019 году вышел новый «Шафт» с Сэмюэлом Л. Джексоном при участии Раундтри, переосмысленный в более комедийном ключе. В этот раз старый Шафт уже приходился отцом новому Шафту и появлялся ещё один Джон Шафт, внук старого Шафта.